# Ernfrid Bogstedt
Oskar Ernfrid Bogstedt, född 8 januari 1908 i Björkvik i Södermanland, död 17 augusti 1989 i Hägersten i Stockholm, var en svensk konstnär och fotograf.

## Biografi
Bogstedt var son till båtsman Oskar Vilhelm Bogstedt (1879–1968) och Augusta Vilhelmina, född Sjögren (1885–1953), och hade tolv syskon (två avled i unga år). Han tillhörde båtsmansläkten Bogstedt, som även finns idag, som härstammar från Birger jarls son Gregers Birgersson.
Bogstedt antogs efter skolan till Skeppsgossekåren och tjänstgjorde som ubåtsmatros vid Stockholms örlogsstation. Han utbildade sig till fotograf 1928 vid marinstabens fotodetalj i Stockholm. Han begärde avsked från flottan 1937 och etablerade sig som porträttfotograf på Katarina Bangata 25 på Södermalm i Stockholm, (Ateljé Bogstedt). Parallellt bedrev han privata studier i måleri med olja och akvarell samt skulptur. Han medverkade i ett flertal utställningar i Stockholm och i landsorten. Han hade även utställningar tillsammans med Beppe Wolgers.
Ernfrid Bogstedt var släkt med musikern och basisten Stefan Bogstedt, och var i ungdomsåren bosatt i torpet Kästadal i Tullinge, där även hans föräldrar bodde åren 1931–1968. 1930 gifte han sig med Edit Bogstedt (1906–1986), de var bosatta i mer än 50 år på Bondegatan 61 i Stockholm. 1986 när han blev änkling flyttade han till Hägersten och bestämde sig för att stänga sin ateljé på Södermalm.
Bogstedt avled 81 år gammal 1989 i Hägersten i Stockholm; han gravsattes den 27 september samma år i minneslunden på Skogskyrkogården. Bogstedt finns representerad vid Moderna museet i Stockholm.

## Bilder på föräldrahemmet Kästadal
Ernfrid Bogstedts föräldrahem var torpet Kästadal i nuvarande Botkyrka kommun. Paret hade elva barn och bodde här mellan 1931 och 1968. Hos Botkyrka hembygdsgille existerar några fotografier som togs av Ernfrid Bogstedt under 1930- och 1940-talen visande livet på torpet.

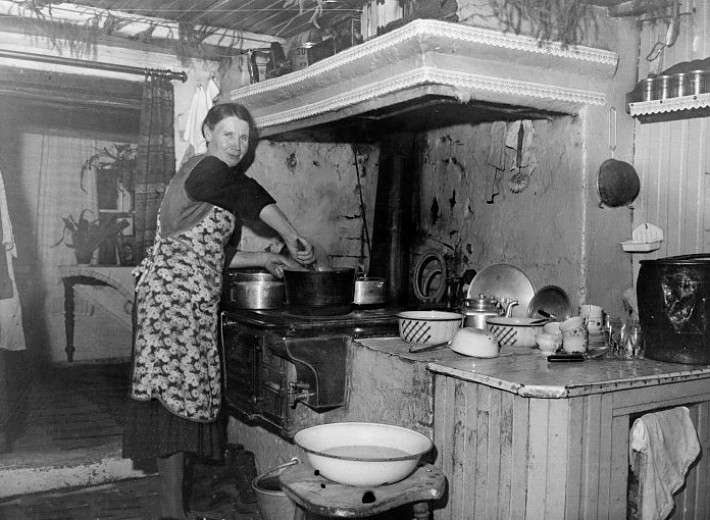
Augusta Bogstedt vid köksspisen 1935.
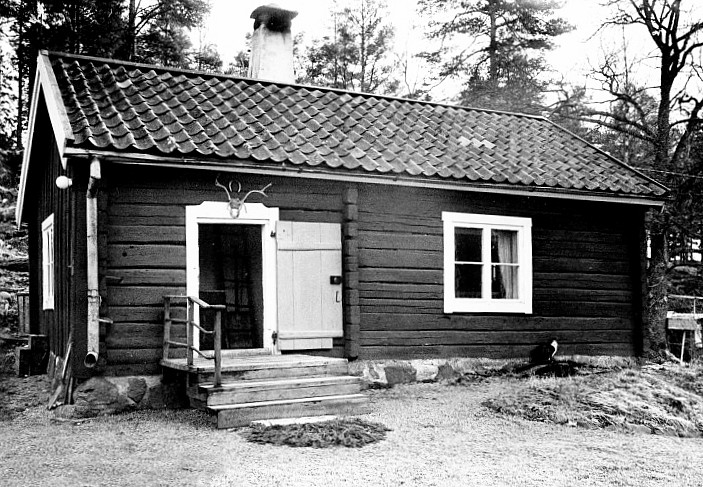
Torpet Kästadal efter renoveringen 1945.
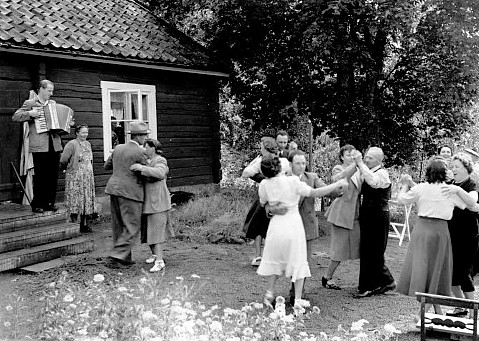
Fest på Kästadal 1945, Augusta Bogstedt fyller 60 år.

## Bilder från tiden vid svenska marinen

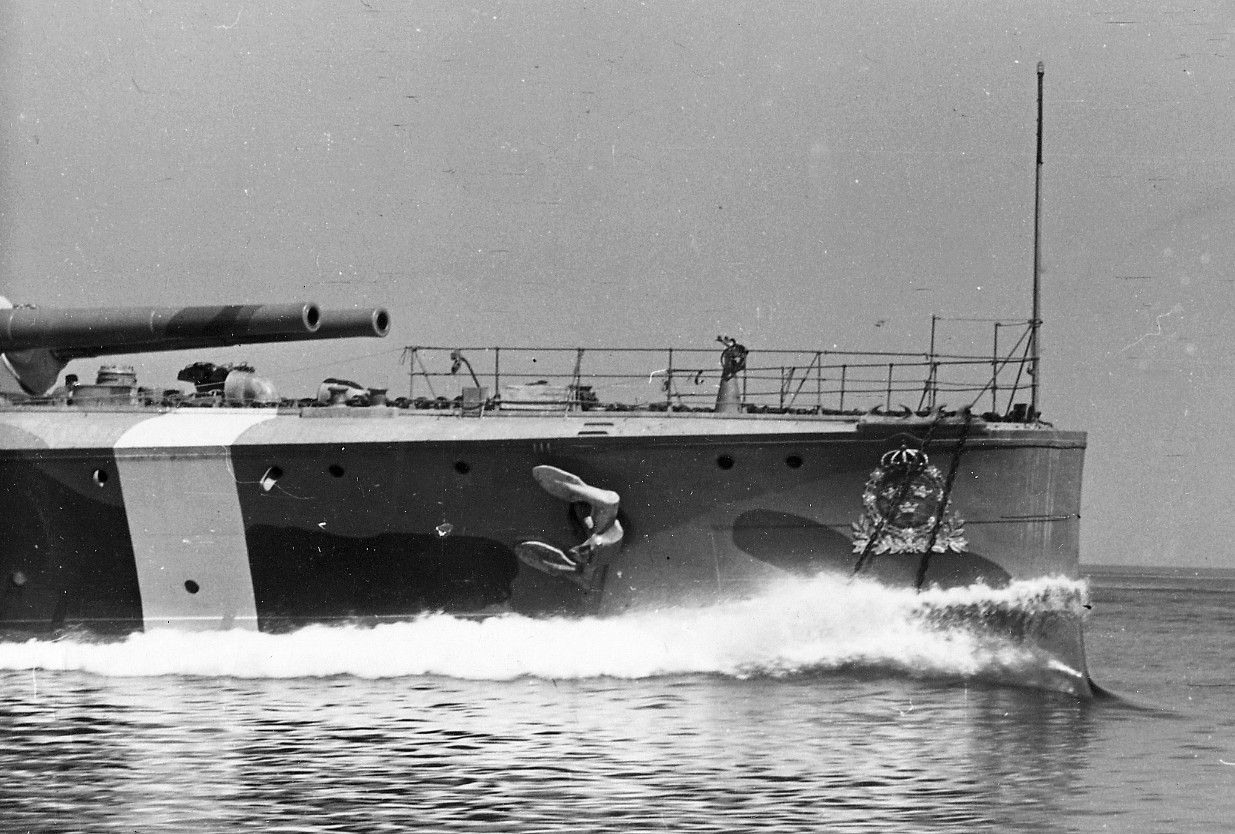
Stäven på pansarskeppet Sverige, 1944.
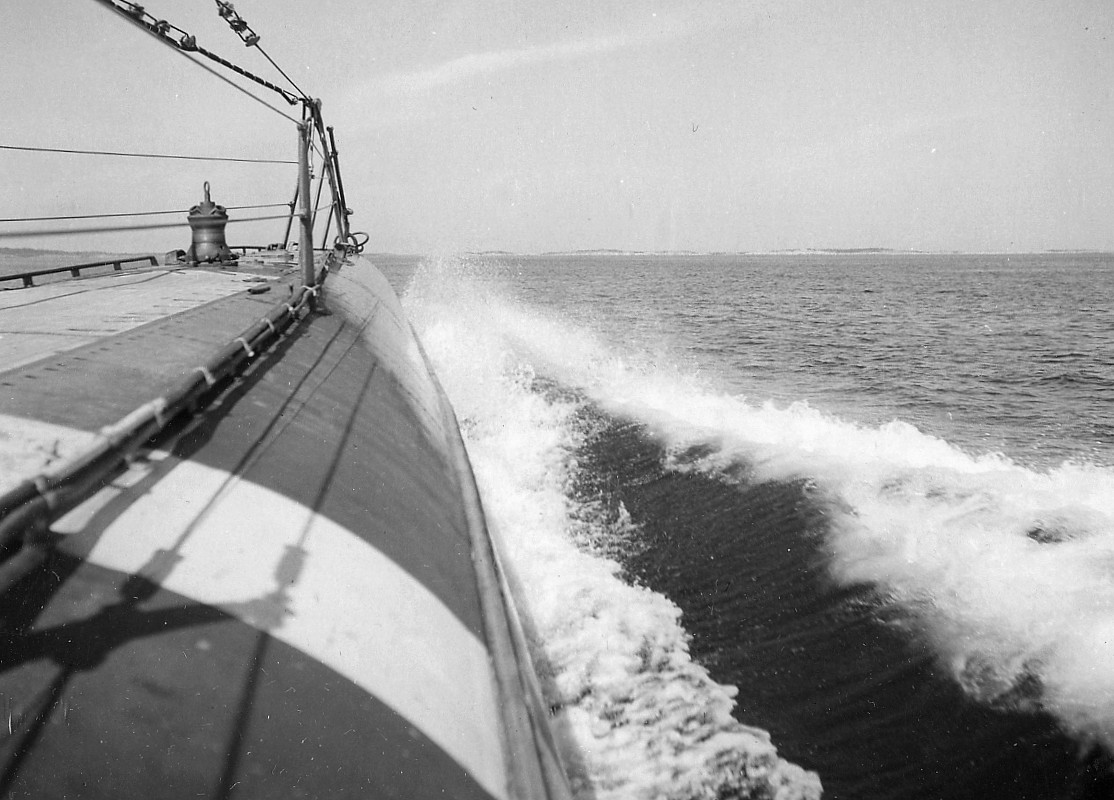
Ubåtsstäv och bogvattnet 1944.
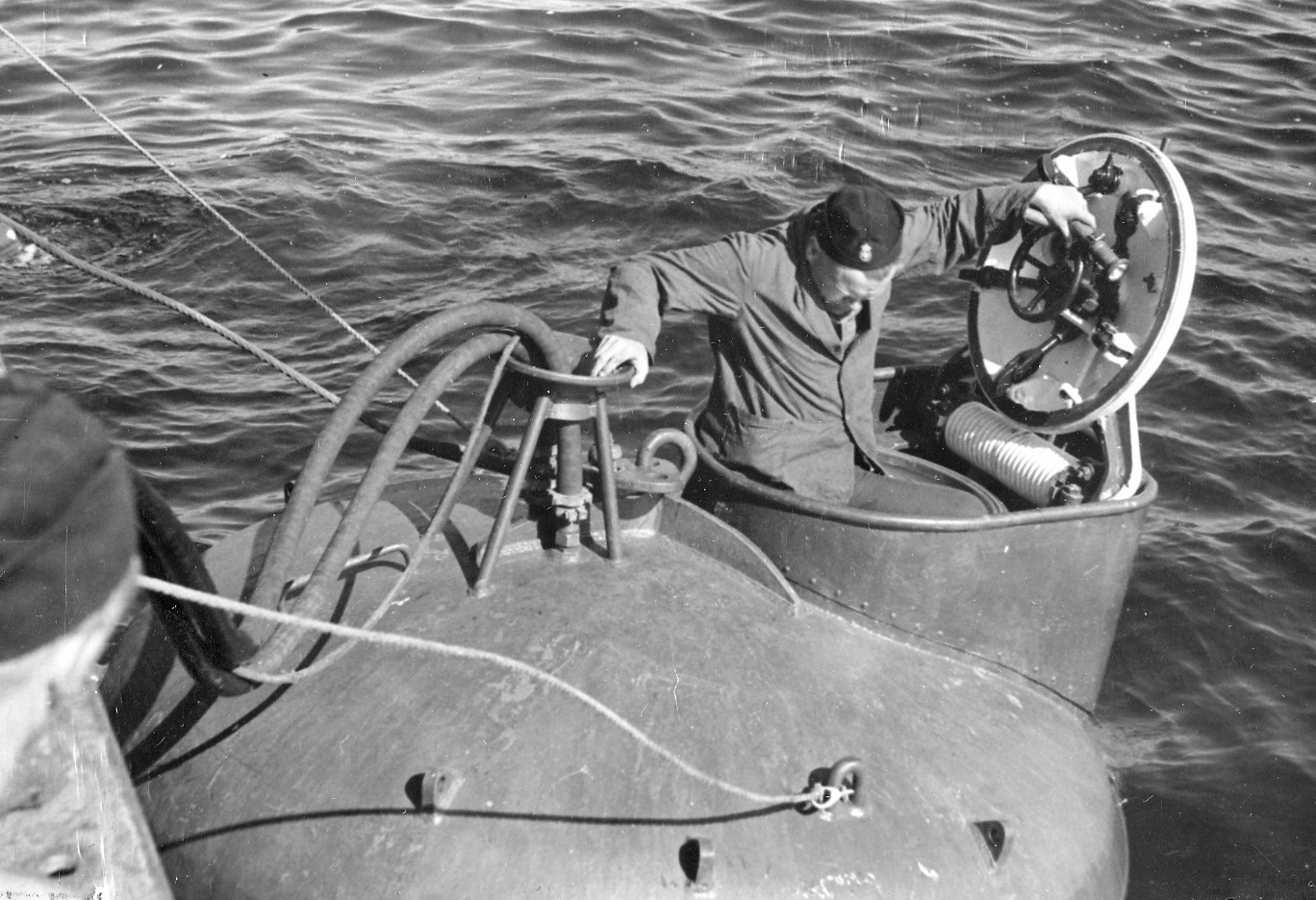
En man kommer upp ur ubåtsräddningsklockan, 1944.